# Vincenzo Volpe (calciatore)
Vincenzo Volpe (Salerno, 24 marzo 1919 – Salerno, 17 settembre 1965) è stato un calciatore italiano, di ruolo centrocampista.

## Carriera
Dopo il debutto in Serie C con la Salernitana ed altre esperienze, sempre in Serie C, con Palmese, Salernitana, Cavese e A.U.S.A. Foligno, nell'immediato dopoguerra esordisce con la maglia della stessa Salernitana in massima divisione, disputando 17 gare e segnando due reti: il 20 gennaio 1946 in Salernitana-Siena 3-0 ed il 27 gennaio 1946 in Lazio-Salernitana 2-1; tali marcature non evitano alla stessa squadra la retrocessione in Serie B.
Qui la stagione successiva conquista il primo posto nel proprio girone che vale la promozione in Serie A, dove giocherà una sola volta nel corso di tutta la stagione.
Era particolarmente abile nel colpire e segnare di testa: ciò gli valse l'appellativo di "testina d'oro".

### Omaggi
A lui è dedicato il Centro sportivo Vincenzo Volpe sede di allenamento della Salernitana.

## Palmarès

### Club

#### Competizioni nazionali
- Serie C: 1

Salernitana: 1937-1938
- Campionato italiano di Serie B: 1

Salernitana: 1946-1947